# كين اومان
كين اومان (بالإنجليزية: Ken Oman)‏ (29 يوليو 1982 بدبلن في جمهورية أيرلندا - ) هو لاعب كرة قدم أيرلندي في مركزي قلب الدفاع والدفاع. شارك مع منتخب جمهورية أيرلندا تحت 21 سنة لكرة القدم. أما مع النوادي، فقد لعب مع باتريك أتلتيك وبورتاداون وديري سيتي ونادي بوهيميان ونادي شامروك روفرز ودوري أيرلندا الحادي عشر ‏.

## وصلات خارجية
- كين اومان على موقع الاتحاد الأوربي (الإنجليزية)
- كين اومان على موقع قاعدة بيانات كرة القدم.إي يو (الإنجليزية)
- كين اومان على موقع Soccerway.com (الإنجليزية)